# Arzago d’Adda
Arzago d’Adda (lombardul: Arsàch) település Olaszországban, Lombardia régióban, Bergamo megyében. Lakosainak száma 2725 fő (2023. január 1.). Arzago d’Adda Calvenzano, Casirate d’Adda, Agnadello, Rivolta d’Adda és Vailate községekkel határos.

## Népesség
A település népességének változása:
| Lakosok száma | 2749 | 2715 | 2725 |
|               | 2017 | 2018 | 2023 |